# Amebisu
Amebisu (ou Amebesu, Amebeshu) est une localité du Cameroun, située dans la Région du Sud-Ouest et le département de Manyu. Elle est rattachée administrativement à l'arrondissement de Upper Bayang (Tinto Council) et au canton de Kendem.

## Population
La localité comptait 132 habitants en 1953, puis 126 en 1967, des Betieku.
Lors du recensement de 2005, on y a dénombré 315 personnes.